# Peroxidy
Peroxidy jsou sloučeniny obsahující jednoduchou vazbu kyslík-kyslík. Nejjednodušším stabilním peroxidem je peroxid vodíku. Jejich sirné analogy se nazývají disulfidy. Superoxidy, dioxygenyly a ozonidy jsou samostatné skupiny sloučenin.

## Organická chemie
Organické peroxidy jsou sloučeniny se specifickou funkční skupinou nebo molekulou obsahující jednoduchou vazbu kyslík-kyslík (R-O-O-R'). Je-li na jeden z kyslíků navázán vodík, pak jde o hydro(gen)peroxid (R-O-O-H). Radikál HOO· se nazývá hydroperoxidový radikál a předpokládá se, že je přítomen při spalování uhlovodíků na vzduchu. Organické peroxidy se snadno rozkládají na volné radikály:
RO·
Jsou proto užitečné jako katalyzátory některých typů polymerizace, například u polyesterových pryskyřic používaných ve skelných laminátech. Často se pro tento účel používá MEKO (methylethylketonperoxid).
Tytéž vlastnosti však také znamenají, že organické peroxidy mohou nechtěně iniciovat explozivní polymeraci v materiálech s nenasycenými chemickými vazbami. Protože se peroxidy mohou v takových materiálech tvořit samovolně, je třeba dbát zvláštní opatrnosti. Triacetontriperoxid a hexamethylentriperoxiddiamin jsou výbušné organické peroxidy; TATP se může nechtěně tvořit reakcemi v odpadních látkách. Navíc mnoho kapalných etherů (jako je THF a diethylether) za přítomnosti vzduchu, světla a kovů pomalu (během měsíců) tvoří etherové peroxidy (např. diethyletherperoxid), které jsou extrémně nestabilní. Proto se doporučuje skladovat ether na hydroxidu draselném, který nejen že zlikviduje vznikající peroxidy, ale současně působí i jako sušidlo. Extrémní opatrnost je třeba v případech, kdy se při práci s ethery objevují krystaly nebo sraženiny. Toto platí i pro některé alkoholy, např. isopropylalkohol (IPA).
TATP je snadno syntetizovatelná, levná, výbušná sloučenina, kterou je normálními detekčními metodami obtížné odhalit. Proto je to oblíbená výbušnina teroristů. TATP byl možná použit při útocích 7.7.2005 v Londýně (viz podrobnosti v článku)a také „botovým bomberem“ v roce 2001. Roku 2002 byla vyvinuta detekční metoda založená na jednoduché hmotnostní spektrometrii.

## Anorganická chemie
V anorganické chemii se jako peroxid označuje aniont O 2-
2 . Je to silná zásada tvořící v iontové sloučeniny. Čisté peroxidy (obsahující jen kationty a peroxidové anionty) obvykle vznikají při hoření alkalických kovů nebo kovů alkalických zemin ve vzduchu nebo kyslíku. Typickým příkladem je peroxid sodný, Na2O2.
Peroxidový iont obsahuje o dva elektrony více než molekula kyslíku. Tyto dva elektrony, v souladu s teorií molekulových orbitalů, doplňují dva π* antivazebné orbitaly. To má za následek oslabení vazeb peroxidového iontu a větší délku vazby O-O : od Li2O2 130 pm, až po BaO2 147 pm. Peroxidový iont je navíc diamagnetický.
Peroxidy vápníku, stroncia a barya jsou iontové. Peroxidy různých elektropozitivních kovů, například hořčíku, lanthanoidů a uranylu mají přechodný charakter mezi iontovou a kovalentní vazbou. Peroxidy kovů jako je zinek, kadmium a rtuť jsou v zásadě kovalentní.
Peroxidy jsou silnými oxidačními činidly a obvykle jsou poměrně nestabilní. Iontové peroxidy reagují s vodou a zředěnými kyselinami za tvorby peroxidu vodíku. Organické sloučeniny jsou oxidovány na uhličitany, a to i za normálních teplot. Peroxid sodný silně oxiduje kovy, např. železo.
Oxidy, peroxidy a superoxidy jsou si poměrně blízké, tvoří řetěz kyslíkových iontů s rostoucím oxidačním číslem.
Peroxid barnatý se používá v pyrotechnice a značkovací munici, dříve se používal při výrobě peroxidu vodíku. Peroxid sodný se používá k pohlcování oxidu uhličitého a jako regenerátor kyslíku (např. v ponorkách) pomocí reakce:
2 Na2O2 + 2 CO2 → 2 Na2CO3 + O2